# Matilda 6 mitica
Matilda 6 mitica (Matilda) è un film del 1996 diretto da Danny DeVito, tratto dal romanzo Matilde di Roald Dahl. La pellicola è incentrata sulla bambina prodigio titolare, Matilda Wormwood, che sviluppa capacità psicocinetiche e le usa per affrontare la sua famiglia poco raccomandabile e la tirannica preside Agatha Trinciabue. Il film ha ricevuto recensioni positive, elogiando la regia di DeVito e la fedeltà del lungometraggio allo spirito del materiale originale. Alla sua uscita, il film non ha avuto il successo commerciale sperato, ma è divenuto, con il passare degli anni, un vero e proprio cult.

## Trama
Matilda Wormwood è una bambina di sei anni dotata di un'intelligenza straordinaria e precoce e di una grande dolcezza, sensibilità, gentilezza e onestà, ma ha la sfortuna di essere nata in una famiglia disonesta, che non ha alcuna considerazione per lei e disprezza le sue qualità. Il padre Harry è un avido e disonesto rivenditore di automobili usate che trucca nei modi più improbabili, utilizzando anche pezzi rubati; la madre Zinnia è una donna sciocca e superficiale con il vizio del bingo, mentre il fratello maggiore Michael è un prepotente degno in tutto e per tutto dei suoi genitori. Matilda viene allora considerata la pecora nera della famiglia e subisce quotidianamente i soprusi dei genitori e del fratello, che tentano soprattutto di porre rimedio a quello che, secondo loro, è il peggiore dei suoi difetti, ovvero la grande passione della bambina per la lettura; la piccola infatti impara a leggere da sola in età prescolare e frequenta la biblioteca del paese prima dei 6 anni.
Un giorno, in seguito a un ingiusto rimprovero da parte di Harry, Matilda giunge alla conclusione di dover punire gli adulti quando si comportano male con lei, e la mattina dopo sostituisce la brillantina per capelli del padre con la tintura per capelli della madre, facendo diventare i capelli di Harry biondo platino. Quando l'uomo si vanta dei propri imbrogli sul lavoro e dà dell'imbecille alla figlia che lo critica, questa rincara la dose e cosparge con della "Super-super colla" l'interno del cappello del padre, con risultati esilaranti. Quella sera, stufo di vedere Matilda leggere in continuazione, Harry cerca di costringerla a guardare la televisione, ma l'apparecchio esplode improvvisamente e la bambina comprende di essere stata lei a provocare il bizzarro incidente, anche se non capisce in che modo.
Arriva l'autunno e per Matilda è tempo di cominciare la scuola. La bimba è entusiasta ma l'istituto a cui viene iscritta, Crunchem Hall, è ben lontano da ciò che sognava: la direttrice infatti è la signorina Agatha Trinciabue, una donna enorme e spietata, ex atleta olimpionica che usa il pugno di ferro per tiranneggiare i bambini e li usa addirittura per allenarsi nel lancio del martello, e a cui Harry non ha mancato di descrivere la figlia come cattiva e viziata. Per fortuna, Matilda trova un'amica nella propria maestra, la dolce e onesta signorina Jennifer Honey, che rimane subito colpita dalle doti della bambina e prova a parlare ai suoi genitori per informarli della sua straordinaria intelligenza, scontrandosi con la loro ignoranza e meschinità senza ottenere alcun risultato.
Una mattina la signorina Trinciabue arriva in ritardo a causa di un guasto alla macchina, vendutale proprio da Harry Wormwood ed in pessime condizioni, e punisce ingiustamente Matilda. Arrabbiata per l'ingiustizia, fra quello e un'altra accusa falsa, con la forza del pensiero la bambina le rovescia addosso un bicchiere d'acqua con dentro un tritone. Matilda è ormai convinta di avere dei poteri nascosti e si confida con la signorina Honey. La maestra non crede alla storia della bambina, ma si mostra lo stesso comprensiva e la invita a prendere un tè a casa sua.
Durante la merenda nella casa della signorina Honey, svela a Matilda di essere la nipote della signorina Trinciabue e le racconta la propria storia: quest'ultima si impadronì dell'abitazione dove era cresciuta e la signorina Honey dovette andarsene per sfuggire ai maltrattamenti della zia. Approfittando della sua assenza, Matilda e la signorina Honey entrano nella sua casa per recuperare una bambola molto cara alla maestra, ma la preside rientra in anticipo e le due riescono a sfuggirle appena in tempo.
Matilda non si arrende e allena i propri poteri, che scopre consistere in telecinesi, fino a ottenerne il pieno controllo. Le prime vittime sono due agenti dell'FBI che da tempo, presentandosi come rappresentanti di motoscafi, tengono d'occhio casa Wormwood: i sospetti dei due uomini sono fondati, ma un pomeriggio cercano di entrare in casa Wormwood senza un regolare mandato, quindi al che Matilda li trattiene e intimidita da loro, usa i propri poteri per scacciarli. Una sera, quindi, torna alla casa della preside, recupera la bambola e si diverte a spaventare la signorina Trinciabue fingendosi il fantasma di Magnus, padre della Honey, avendo saputo da quest'ultima che la dispotica donna è molto superstiziosa. La preside, però, trova un nastrino rosso perso dalla bambina e comprende l'inganno.
Il giorno dopo a scuola, Matilda consegna la bambola alla signorina Honey, che resta commossa ma anche terrorizzata al pensiero di come reagirà la signorina Trinciabue; la bambina le dà una dimostrazione dei propri poteri e le assicura che tutto andrà bene, facendole capire di avere un piano. All'arrivo della signorina Trinciabue, Matilda si finge infatti nuovamente il fantasma di Magnus e questa volta, vedendo come lo "spettro" sappia cose di cui lei crede di esserne l'unica a conoscenza, la preside ci casca: terrorizzata, cerca di scatenare la propria furia, ma Matilda la ferma senza difficoltà, per poi scacciarla con il supporto di tutti gli alunni della scuola. Così la Trinciabue fugge, e di lei non si saprà mai più nulla.
Qualche tempo dopo la signorina Honey è diventata preside di Crunchem Hall ed è tornata a vivere nella casa di suo padre, di cui Matilda è ormai un'assidua frequentatrice. Harry Wormwood però si è messo nei guai e, per evitare l’arresto, decide di scappare con la famiglia a Guam. Matilda non vuole andarsene e i Wormwood, permettono alla signorina Honey di adottarla firmando dei documenti che la bambina ha fotocopiato da un libro in biblioteca.

## Personaggi
- Matilda Wormwood, da adottata Honey:  È una bambina dolce, sensibile, gentile, onesta e coraggiosa, con una mente precoce e un'intelligenza fuori dal normale. Scopre di disporre anche del potere della telecinesi. Alla fine del film viene adottata dalla sua insegnante.
- Jennifer Honey: È la maestra di Matilda. Ama i bambini ed è una giovane donna molto dolce, sensibile, gentile, onesta e coraggiosa oltre che preparata. Nonostante il suo difficile passato, cerca sempre di mantenere il sorriso. Stringe subito un forte legame con Matilda, di cui poi diventa una buona madre adottiva.
- Agatha Trinciabue (Agatha Trunchbull): Zia della signorina Honey, è la preside della scuola: una donna enorme, sadica, spietata, crudele, temuta e spregevole, caratterizzata da un potente astio in particolare verso i bambini, che punisce con metodi così eclatanti che appaiono inverosimili. Diviene quindi la nemesi di Matilda. Ha un passato olimpionico ed è anche molto superstiziosa e ghiotta di cioccolato.
- Harry Wormwood: È il padre di Matilda, lavora come rivenditore di auto usate. È un uomo ignorante, avido, cinico, disonesto, egoista e scortese e usa perfino dei pezzi rubati per le sue auto. Nutre un forte disprezzo per la figlia perché non ambisce a diventare una vera Wormwood.
- Zinnia Wormwood: È la madre di Matilda, una casalinga snob e sciocca che adora giocare a bingo. Solo alla fine capisce di non aver fatto alcuno sforzo per crescere bene la figlia e le permette di farsi adottare dalla sua insegnante.
- Michael Wormwood: È il fratello maggiore di Matilda, prepotente e scortese, che detesta la sorella e ama fare il bullo con lei.
- Violetta (Lavender): È una bambina che Matilda conosce a scuola e che diventa presto la sua migliore amica.
- Hortensia: È una bambina di quinta che velocemente mette in guardia Matilda e Violetta sulla Trinciabue, raccontando loro le vessazioni della donna.
- Bruce Pappalardo (Bruce Bogtrotter): È un bambino grasso e molto socievole che viene costretto dalla Trinciabue a mangiare un'intera torta al cioccolato, dopo che il ragazzo aveva mangiato una fetta della sua. Riesce a finire la torta con l'incoraggiamento trionfale di tutti gli altri bambini, iniziato da Matilda. È amico di quest'ultima, Violetta e Hortensia, e alla fine riesce a dare alla Trinciabue un assaggio della sua stessa "medicina".
- Amanda Thripp: È una bambina amica di Matilda e Violetta che viene insultata dalla preside Trinciabue a causa delle sue treccine.

## Distribuzione
Il film è uscito nelle sale nordamericane il 2 agosto 1996 mentre in Italia il 27 marzo 1997.

## Produzione
Il film è stato girato in California dal 8 maggio al 24 ottobre del 1995; fra le principali location si possono ricordare:
- Il Mayfield Senior School di Pasadena per le scene iniziali dell'ospedale;
- La casa dei Wormwood al 15811 Youngwood Drive di Whittier;
- La casa della signorina Trinciabue al 2186 East Crary Street di Altadena.

Il film è dedicato alla madre di Mara Wilson, Suzie Shapiro, deceduta a causa di un Cancro trasmissibile prima dell'uscita del film nei cinema. In un'intervista Danny De Vito rivelò di essere riuscito ad appropriarsi furtivamente di alcune scene del film, all'insaputa della produzione, per poterle mostrare alla madre di Wilson durante la degenza come da desiderio della piccola Mara.

## Accoglienza

### Incassi
Nonostante le critiche positive, il film non ha avuto successo commerciale, incassando 33,5 milioni di dollari negli Stati Uniti con un budget di 36 milioni di dollari.

### Critica
Il film ha ricevuto recensioni molto positive. Su Rotten Tomatoes, ha un indice di gradimento del 92% sulla base di 25 recensioni con una valutazione media di 7,48/10. Il consenso critico del sito web dice: "La versione di Matilda diretta da Danny DeVito è strana, affascinante e, sebbene il film sia diverso da Roald Dahl, cattura comunque lo spirito del libro". Su Metacritic, il film aveva un punteggio di 72 su 100 basato sulle recensioni di 21 critici, indicando "recensioni generalmente favorevoli".
Scrivendo per Empire, Caroline Westbrook ha assegnato al film una valutazione di tre stelle e ha elogiato la regia intelligente di DeVito. Roger Ebert del Chicago Sun-Times ha elogiato la stranezza del film e gli ha dato tre stelle su quattro.

## Riconoscimenti
- 1997 - Saturn Award
  - Candidatura per il miglior film fantasy
  - Candidatura per la miglior attrice non protagonista a Pam Ferris
  - Candidatura per la miglior attrice emergente a Mara Wilson
- 1997 - Satellite Award
  - Candidatura per il miglior attore non protagonista in un film commedia o musicale a Danny DeVito
- 1997 - Young Artist Award
  - Candidatura per la miglior giovane attrice non protagonista a Kira Spencer Hesser
  - Candidatura per la miglior giovane attrice a Mara Wilson